# Lchagwasürengijn Sosorbaram
Lchagwasürengijn Sosorbaram (mong. Лхагвасүрэнгийн Сосорбарам; ur. 22 marca 2001) – mongolska judoczka. Dwukrotna olimpijka. Zajęła dziewiąte miejsce w Tokio 2020 i Paryżu 2024. Walczyła w wadze półlekkiej.
Siódma na mistrzostwach świata w 2021; uczestniczka zawodów w 2019, 2023 i 2024. Startowała w Pucharze Świata w 2018 i 2019. Brązowa medalistka igrzysk azjatyckich w 2022. Wicemistrzyni Azji w 2019 i trzecia w 2024. Druga na igrzyskach olimpijskich młodzieży w 2018 roku.

## Letnie Igrzyska Olimpijskie 2020
| Konkurencja | Eliminacje                 | Eliminacje              | Klas. końcowa |
| Konkurencja | Przeciwnik I               | Przeciwnik II           | Miejsce       |
| ----------- | -------------------------- | ----------------------- | ------------- |
| 52 kg       | Diyora Keldiyorova (UZB) Z | Fabienne Kocher (SUI) P | 9.            |